# Simpang Empat (Marbau)
Simpang Empat is een bestuurslaag in het regentschap Labuhan Batu Utara van de provincie Noord-Sumatra, Indonesië. Simpang Empat telt 2657 inwoners (volkstelling 2010).